# 宮川美津子
宮川 美津子（みやがわ みつこ、1960年2月13日 - ）は日本の弁護士、最高裁判所判事。

## 来歴
愛知県豊橋市出身。豊橋市立青陵中学校、愛知県立時習館高等学校を経て東京大学文科一類（法学部進学課程）に入学。1983年10月、司法試験第二次試験合格。1984年に東京大学法学部第1類（私法コース）を卒業。1984年4月、最高裁判所司法研修所入所（38期）。1986年4月に西村眞田法律事務所（現：西村あさひ法律事務所）に入所。1990年10月、創設されたばかりのTMI総合法律事務所に入所。1993年6月にハーバードロースクールを修了（LL.M.）。1994年3月にニューヨーク州弁護士資格取得。2005年4月から2019年8月までは慶應義塾大学法科大学院兼任講師。2019年4月に「知財功労賞」（経済産業大臣表彰）を受賞。2023年10月6日に開かれた閣議において、同年11月5日に定年退官する山口厚の後任として最高裁判所判事に就任することが決まった。戸籍上の氏は「田中」であるが判事としても旧姓の「宮川」を引き続き用いている。
2024年10月27日の最高裁判所裁判官国民審査において、罷免を可とする票5,715,535票、有効票のうち罷免を可とする率10.52%で信任。

## 略歴
- 1986年4月：第一東京弁護士会登録。
- 1986年4月：西村眞田法律事務所（現：西村あさひ法律事務所）に入所
- 1990年10月：TMI総合法律事務所入所
- 1993年6月：ハーバードロースクールを修了（LL.M.）
- 1993年9月　ニューヨークのProskauer, Rose, Goets & Mendelsohn, LLP (currently Proskauer Rose LLP）勤務
- 1994年3月：ニューヨーク州弁護士資格を取得
- 1994年4月：ロンドンのTheodore Goddard (currently Addleshaw Goddard）勤務
- 1995年4月：TMI総合法律事務所パートナー就任
- 2005年4月：慶應義塾大学法科大学院兼任講師（〜2019年8月）
- 2008年6月：エステー株式会社社外取締役就任（～2011年6月）
- 2010年6月：エステー株式会社監査委員会委員長（〜2011年6月）
- 2013年3月：内閣官房知的財産戦略本部有識者本部員就任（〜2017年3月）
- 2015年6月：エステー株式会社社外取締役就任（～2023年6月）
- 2016年6月：パナソニック株式会社社外監査役就任（～2020年6月）
- 2017年4月：財務省関税等不服審査会委員就任
- 2018年3月：日本仲裁人協会理事就任
- 2019年4月：平成31年度「知財功労賞」（経済産業大臣表彰）受賞[6]
- 2019年6月：三菱自動車工業株式会社社外取締役就任（～2021年6月）
- 2019年6月：日本弁護士連合会知的財産センター委員長（〜2020年6月）
- 2020年7月：一般社団法人日本国際紛争解決センター理事就任
- 2023年5月：株式会社歌舞伎座補欠社外監査役就任[11]
- 2023年5月：日本商標協会副会長就任[12]
- 2023年11月6日：最高裁判所判事[13]

## 主な判決
- 2024年7月3日、大法廷判決において、優生保護法中のいわゆる優生規定が日本国憲法第13条および第14条1項に違反し、同規定に係る国会議員の立法行為が国家賠償法第1条1項の適用上違法の評価を受け、これにより発生した損害賠償請求権が除斥期間の経過により消滅したものとすることは信義則に反し許されない、とした[2][14][15]。

- 2024年7月11日、旧統一教会とその信者との間で締結された念書により、当該信者がそれまでにした献金につき、旧統一教会に対し、欺罔、強迫又は公序良俗違反を理由とする返還請求や損害賠償請求等の訴えを裁判所に提起しないことが合意されたが、本件においてはこのような不起訴の合意が公序良俗に反し無効であると判断し、さらに、旧統一教会の信者らによる献金の勧誘行為が不法行為法上違法であるとまではいえないとした原判決を破棄差戻しした[2][16][17]。
- 2025年6月16日、新型コロナ給付金制度で無店舗型性風俗業が対象外とされたことについて、多数意見は「法の下の平等を定めた憲法には違反しない」として事業者側の訴えを退けたが、裁判長を務めた宮川は「憲法に違反する」と反対意見を述べた[18][19]。

## 著書
- 『知的財産判例総覧 2014 II』青林書院、2019年9月発行